# Julie Vlasáková-Kahlesová
Julie Vlasáková-Kahlesová, v matrice Juliana Josefa Anna, (14. března 1860 Křivsoudov – 10. prosince 1931 Mladá Boleslav) byla česká spisovatelka, dramatička, překladatelka a novinářka (pseudonym Josef Záruba).

## Životopis
Julie se narodila Janu Kahlesovi, „držiteli dvora z Křivsaudova“ a Josefě Kahlesové-Trödlové. V některých materiálech je chybně uvedeno datum narození 16. března. Měla čtyři sourozence: Jaroslava Jana (1856), Jana Nep. Františka (1858), Jindřicha Karla (1863) a Bohumilu (1867).
Pracovala na poště v Chlumci nad Cidlinou. Tam se vdala za poštovního úředníka Jana Vlasáka (1863–1935). Měli spolu syna Jana Vlasáka (25. 4. 1893) „válečného“ ředitele pražské zoo. Poté zůstala nějakou dobu v domácnosti, angažovala se jako žurnalistka v oboru sociální péče a v ženských otázkách.
Stala se redaktorkou časopisů Česká žena a Naše domácnost. Její články se objevovaly v časopisech: Ilustrovaný svět, Besedy lidu, Malý čtenář, Lada, Časopis Matice moravské, Almanach českých hádankářů 1905: k uctění památky Karla, Česká hospodyně: ilustrovaný časopis rodinný, Nové mody, Nové pařížské mody.
Byla autorkou románů a dramat, pohádek a loutkových her. Překládala z němčiny.

## Dílo

### Divadlo
- Pernikář a kominíček: hra ve 3 jednáních – Praha: Rudolf Storch, 1908
- Kašpárek a loupežník: rytířská hra ve 4 jednáních pro loutkové divadlo – Praha: Bedřich Kočí, 1909
- Žádost kmotra Jahelky: veselohra ve 3 jednáních – pro loutkové divadlo. Praha: České lidové knihkupectví a antikvariát (Josef Springer), 1912
- Bílá holubička: hra pro loutkové divadlo ze života ruského ve 3 jednáních – Praha: Josef Richard Vilímek, 1925
- Dobrá partie: veselohra ve 4 dějstvích – Brtnice: Josef Birnbaum, 1925
- Já ho nechci: veselohra o 3 jednáních – Brtnice: J. Birnbaum, 1925
- Jak byl Rapouch junior vyléčen: veselohra ve 4 jednáních – dle stejnojmenné povídky Václava Kosmáka volně upravila. Brtnice: J. Birnbaum, 1925
- Seliště, ves bez mužů: veselohra ve třech jednáních – dle stejnojmenné povídky Kolomana Mikszátha. Brtnice: J. Birnbaum, 1925
- Vězeň na Bezdězi: výpravná hra se zpěvy a tanci ve 4 jednáních – Brtnice: J. Birnbaum, 1925
- Z chaloupky na trůn: hra pro loutkové divadlo ve třech jednáních – Praha: Jindřich Veselý, 1926

### Próza
- Turci před Vídní v r. 1683: kus rakouských dějin dle různých pramenů – Mladá Boleslav: Josef Nešněra, 1909
- Škola jemného mravu: společenská pomůcka pro studenty a jinochy všech stavů a povolání, taktéž děvčata. Škola a vzorný dopisovatel milujících – Mladá Boleslav: Josef L. Švíkal, 1911
- Myslivcova dceruška: román ze života ženy před 50 lety – Praha: Václav Kotrba, 1918
- V osidlech záletnice – Hradec Králové: František Šupka
- Kolegyně: román z maloměstské pošty – Praha: Alois Hynek, 1922
- Milena: dívčí román – Praha: V. Kotrba, 1923
- Na chlameckém panství: povídka z dob roboty – Praha: V. Kotrba, 1923
- Třída 7b: veselý výjev z penzionátu pro 12 mladých dam – [Brtnice: J. Birnbaum], 1924
- Hrdinka povinnosti: povídka – Mladá Boleslav: Karel Vačlena, 1925
- Přespolní děti: román pro dívky – Brtnice: J. Birnbaum, 1926
- Převrat: román ze života žen za války a po převratu – Praha: V. Kotrba
- Štěstí paní Judity: román – Praha: V. Kotrba
- Dcery paní učitelové: román – Praha: V. Kotrba, 1931
- Květy zlatého věku: román z rušné doby rudolfínské – Praha: V. Kotrba, 1931
- Na šikmé ploše: román – dle cizího motivu upravila. Praha: V. Kotrba, 1931
- Srdce mluví – Alois Dostál, V. Podhradský, Václav Špaček, Vlasta Pittnerová, Vlasta Javořická, O. Veselá, Josef Jahoda, Julie Vlasáková, Jan Vyhlídal. Třebíč: Akcent, Drahomír Rybníček, 2017

### Překlady
- Láska trny rodí: román – Hedwig Courths-Mahlerová; se svolením autorky; ilustroval V. Klimánek. Praha: A. Hynek
- Láska vždy vítězí: román – Georg Hartwig. Praha: Popularia, Jan Rokyta 1927?
- Katuščino manželství: román – Hedwig Courths-Mahlerová. Praha: Rodina, 1928?
- Sňatek na smrtelném loži: – Hedwig Courths-Mahlerová. Mladá Boleslav: J. L. Švíkal, 1929?
- Štěstí malé Staši: román – Lola Steinová. Praha: Popularia, J. Rokyta,1930
- Žal a vítězství lásky: román – Hedwig Courths-Mahlerová; se svolením autorky; ilustroval Věnceslav Černý. Mladá Boleslav: J. L. Švíkal,
- Láska přemožitelka – Dorothy Göbeler; upravila Květa Vrbecká; ilustrovala Veronika Dubová. Praha: Železný, 1993

### Sestavila
- Babiččiny pohádky – Mladá Boleslav: J. L. Švíkal, 1912
- Dědečkovy pohádky – ilustroval V. Černý. Mladá Boleslav: J. L. Švíkal, 1912
- Maminčiny pohádky – Mladá Boleslav: J. L. Švíkal, 1912
- Tajemník lásky: Květomluva; Barvomluva: Verše do památníků – Mladá Boleslav: J. L. Švíkal,
- Zavařování ovoce, nakládání, konservování a výroba ovocných vín: praktický návod, jak bez zbytečné přítěže se ovoce zavařuje, moderním způsobem konservuje, rosoly a marmelády vaří, kompoty připravují a ovocné šťávy a vína po domácku vyrábí: význam a výživnost ovoce – dle dobrých pramenů a z vlastní zkušenosti. Mladá Boleslav: J. L. Švíkal,
- Nejnovější pohádky – ilustroval V. Černý. Mladá Boleslav: J. L. Švíkal, 1908
- Řeči a přípitky o svatbách, májích a jiných lidových zábavách – sebrala a sestavila. Mladá Boleslav: J. L. Švíkal, 1903
- Květomluva a barvomluva: s kytičkou aforismů a veršemi do památníků – Mladá Boleslav: J. Nešněra, 1911
- Škola a vzorný dopisovatel milujících – opatřila předmluvou. Mladá Boleslav: J. L. Švíkal, 1911
- Přípitky o svatbách, křtinách, svatbách stříbrných a zlatých, májích, obžínkách a jiných příležitostech – Mladá Boleslav: J. L. Švíkal,
- Menší gratulant, slova lásky a vděčnosti: nejnovější sbírka přání ku jmeninám, narozeninám, novému roku a jiným příležitostem: proslovy příležitostné – české mládeži. Mladá Boleslav: J. L. Švíkal, 1922?
- Velký gratulant, slova lásky a vděčnosti: nejnovější sbírka přání ku jmeninám, narozeninám, novému roku a jiným příležitostem: proslovy příležitostné – české mládeži. Mladá Boleslav: J. L. Švíkal, 1922
- Hodinové obědy: praktická příručka pro každou domácnost: návod k úpravě rychlých obědů pro všechna roční období – z vlastní zkušenosti. Praha: A. Hynek, 1924
- České národní kroje – uspořádala. České Budějovice: Český tiskový spolek, 1929